# Pierre Papadiamandis
Pour les articles homonymes, voir Papadiamandis.
Pierre Papadiamandis, dit Diamandis, né le 31 janvier 1937 à Nogent-sur-Marne et mort le 22 mars 2022 à Paris 16e, est un pianiste et compositeur français d'origine grecque.
Il est surtout connu pour ses nombreuses compositions pour Eddy Mitchell — près de deux cents — dont les succès La Dernière Séance et Couleur menthe à l'eau. Il a aussi collaboré avec des artistes comme Grace Jones, Ray Charles, Michel Delpech ou bien encore Céline Dion.
Il a été plusieurs fois récompensé par la SACEM.

## Biographie
Pierre Papadiamandis naît le 31 janvier 1937 à Nogent-sur-Marne et grandit au 9, rue Parmentier de sa ville natale. Né de parents originaires d'Anatolie, il reste un grand amateur de musique grecque et turque, surtout le blues des pêcheurs du Pirée.
Il commence à apprendre le piano à 5 ans, avant de se passionner pour le jazz. Dans sa jeunesse il est membre d'un groupe de musiciens, puis il se produit dans des boîtes de nuit parisiennes. Parallèlement il est cadreur pour Gaumont.
En 1964, il intègre l'orchestre d'Eddy Mitchell en tant que pianiste pour interpréter Toujours un coin qui me rappelle dans un concert à Bobino.
En 1966, après avoir fait la première partie de James Brown en accompagnement d'Antoine, il propose à Eddy Mitchell une composition, qui deviendra J'ai oublié de l’oublier. La chanson est un succès et marque le début d'une longue collaboration qui dure plus de cinquante ans.
De 1967 à 1970, Pierre Papadiamandis travaille avec Eddy Mitchell mais, faute de succès (exception faite du titre Alice), recommence à accompagner d'autres artistes au piano. Il commence aussi à écrire pour d'autres chanteurs avec Bye-Bye Lily de Dick Rivers.
En 1971, il compose pour Eddy Mitchell les succès C'est facile et En revenant vers toi. Il part aussi en tournée avec Michel Delpech, pour qui il compose Que Marianne était jolie. Cette tournée passe par le Canada et le Japon.
En 1972, s'étant marié, il décide d'arrêter les tournées et de se consacrer pleinement à sa famille et à la composition de chansons. La même année, il écrit avec Eddy Mitchell la chanson Comme un lion en hiver pour Johnny Hallyday (album : Country, Folk, Rock).
Pierre Papadiamandis compose la musique de la série Téléchat.
Il meurt le 22 mars 2022 dans le 16e arrondissement de Paris, à l'âge de 85 ans. Il est inhumé au cimetière du Montparnasse (division 26, petit cimetière).

## Discographie

### Interprète
- 1976 : De quoi rêver (Claude Righi - Papadiamandis), Barclay
- 1976 : Je suis un père (Anouk Kopelman - Papadiamandis), Barclay
- 1977 : L’amour en Cadillac (Claude Moine - Papadiamandis), Philips/Phonogram
- 1977 : L’envoûtement (Anouk Kopelman - Papadiamandis), Philips/Phonogram
- 1978 : Une jolie poupée de satin (Anouk Kopelman - Papadiamandis), Philips/Suzie Music
- 1978 : Un p’tit Mickey (Eddy Mitchell - Pierre Papadiamandis), Philips/Suzie Music

## Compositeur

### PourEddy Mitchell
Principales compositions
- 1966 : J'ai oublié de l'oublier
- 1967 : Alice
- 1972 : C'est facile
- 1976 : La Fille du motel
- 1977 : La Dernière Séance
- 1978 : Il ne rentre pas ce soir
- 1980 : Couleur menthe à l'eau
- 1981 : Pauvre Baby Doll
- 1982 : Le Cimetière des éléphants
- 1984 : Comme quand j'étais môme
- 1984 : Nashville ou Belleville
- 1987 : M'man
- 1989 : Lèche-bottes blues
- 1993 : Rio Grande
- 1993 : 18 ans demain
- 1996 : Un portrait de Norman Rockwell
- 2006 : On veut des légendes
- 2017 : La Même Tribu

### Autres
Anouk
- 1977 : Avant de te connaître (Anne Kopelman - Pierre Papadiamandis), Philips
- 1977 : Le cœur en vacances (Anne Kopelman - Pierre Papadiamandis), Philips

Blues Trottoir
- 1984 : La gosse (Clémence Lhomme - Pierre Papadiamandis), EMI/Pathé-Marconi

Ray Charles & Dee Dee Bridgewater
- 1989 : Precious Thing (Ronnie Bird - Pierre Papadiamandis), Polydor

Ray Charles
- 1996: CD Strong love affair: Say No More (Ronnie Bird - Pierre Papadiamandis), CD Qwest

Da Capo
- 1984 : Cogito (Anouk Kopelman - Bernard Paganotti - Pierre Papadiamandis), Virgin/EMI

Michel Delpech
- 1972 : Que Marianne était jolie (Michel Delpech - Pierre Papadiamandis), Barclay
- 1973 : Toutes les filles (Michel Delpech - Pierre Papadiamandis), Barclay

Céline Dion
- 1984 : Benjamin (Eddy Marnay - Pierre Papadiamandis), Productions TBS

Jacqueline Dulac
- 1966 : Il pleut sur les amandes (Michelle Senlis - Claude Delecluse - Pierre Papadiamandis), RCA Victor
- 1981 : S.O.S. amitiés « Today is not my day » (Claude Moine - Pierre Papadiamandis), EM Records

Chris Gennaro
- 1982 : J’reste et tu pars (Anouk Kopelman - Pierre Papadiamandis), Disc’AZ

Françoise Hardy
- 1977 : L’impasse (Françoise Hardy - Pierre Papadiamandis), Pathé-Marconi/EMI

Grace Jones
- 1975 : I need a man ! (Paul Slade - Pierre Papadiamandis), Orfeus
- 1975 : Again and again (Grace Jones - Pierre Papadiamandis), Orfeus
- 1977 : Sorry (Grace Jones - Pierre Papadiamandis), Orfeus/Sofrason
- 1977 : That’s the trouble (Grace Jones - Pierre Papadiamandis), Orfeus/Sofrason

Line et Willy
- 1968 : Tout l’or du monde (Anouk Kopelman - Pierre Papadiamandis), Disc’AZ/Discodis

Christian Morin
- 1981 : Marie spleen (Pierre Papadiamandis), Flarenasch/WEA
- 1981 : Sugar song (Pierre Papadiamandis), Flarenasch/WEA
- 1982 : Back again (Pierre Papadiamandis), Disc’AZ
- 1982 : I’ll never forget you (Pierre Papadiamandis), Disc’AZ

Bernard Notti
- 1974 : Vous, les drapeaux (Anne Kopelman - Bernard Notti - Pierre Papadiamandis), RCA Victor
- 1974 : Lisa (Anne Kopelman - Pierre Papadiamandis), RCA Victor

Gil Now
- 1968 : Sur mon cœur (Pierre Saka - Pierre Papadiamandis), Barclay

Juliette Marsat
- 1968 : Pour qui (Anouk Kopelman - Pierre Papadiamandis), Vogue/Série Fashion

Dick Rivers
- 1971 : Bye bye Lily (Anouk Kopelman - - Pierre Papadiamandis), RCA Victor
- 1971 : Fais justice toi-même (Yves Dessca - Vline Buggy - Pierre Papadiamandis), RCA Victor
- 1971 : Pour l’impossible (Yves Dessca - Pierre Papadiamandis), RCA Victor

Téléchat
- 1982 : La Chanson de Groucha (Roland Topor - Pierre Papadiamandis), Adès
- 1982 : La Chorale de téléchat (Roland Topor - Pierre Papadiamandis), Adès

### Musiques de film
- 1980 : Une semaine de vacances, film français de Bertrand Tavernier
- 1981 : Fifty-Fifty, film français de Pascal Vidal
- 1988 : Il y a maldonne, film français de John Berry
- 1989 : Un père et passe, film français de Sébastien Grall